# Futbol'nyj Klub Čornomorec'
Il Čornomorec' Odessa, ufficialmente Futbol'nyj Klub Čornomorec' (in ucraino ФК Чорноморець (Одеса)?, traslitterazione anglosassone FC Chornomorets Odessa, pr. it. Ciornomorez), è una società calcistica ucraina di Odessa. Milita nella Prem"jer-liha, la prima divisione del campionato ucraino di calcio
Fondato nel 1936, i colori sociali sono il nero, il blu e il bianco. In passato giocò le partite sotto diversi nomi: Dynamo (in ucraino: Динамо, dal 1936 al 1939), Piščevyk (in ucraino: Піщевик, 1940, 1944-1950, 1955-1957), Spartak (in ucraino: Спартак nel 1941) e Metalurh (in ucraino: Металург dal 1955 al 1957). Dal 1958 il club si chiama Čornomorec' (in ucraino: Чорноморець), il nome attuale della società.
Diversi anni il club ha avuto tra le sue file molti calciatori ucraini e sovietici famosi di quel tempo come: Ihor Bjelanov, Leonid Burjak, Ivan Hecko, Tymerlan Husejnov, Oleksandr Kosyrin, Valerij Lobanovs'kyj, Vasyl Moskalenko, Oleksandr e Jurij Nykyforov, Valerij Porkujan, Oleh Suslov, Il'ja Cymbalar'.

## Storia
Il FK Čornomorec' fece parte del campionato sovietico in cui giocò per 53 annate (26 stagioni in 1ª divisione, 24 stagioni in 2ª divisione e 3 stagioni in 3ª divisione) e 45 gare in coppa URSS.
Dopo la dissoluzione dell'URSS, il club è stato uno dei fondatori del campionato ucraino. Proprio in quegli anni il Čornomorec' vinse i suoi titoli più importanti. Fino ad oggi la società di Odessa ha partecipato a 22 campionati, 18 dei quali in Prem"jer-Liha e 4 nella seconda divisione. In Prem'er-Liha il piazzamento migliore è stato il secondo posto per 2 volte (1995 e 1996). Nel suo palmarès conta 1 Coppa delle Federazioni sovietiche (nel 1990) e 2 vittorie di Coppa d'Ucraina (1992 e 1994) che di fatto rende il club calcistico come primo club ad aver vinto la prima Coppa d'Ucraina.
Nel campionato di massima divisione 2005-2006 il Čornomorec' si è classificato al 3º posto, il miglior piazzamento dal 1996. La squadra ha partecipato alla Coppa UEFA 2006-2007.
Nella stagione 2010-2011 il club ritorna nella Prem"jer-liha, la massima serie del calcio ucraino. Nella stagione 2013-2014 prende parte al girone B di UEFA Europa League, assieme a PSV, Dinamo Zagabria e Ludogorec. I Marinai qui ottengono, a sorpresa, 10 punti, eliminando così dalla competizione i più quotati olandesi e croati; ai sedicesimi di finale il Lione viene fermato sullo 0-0 in Ucraina, mentre in Francia trionfa 1-0, buttando fuori dalla competizione il club di Odessa.

## Stadio
Lo Stadio Čornomorec' è il principale impianto sportivo di Odessa. L'impianto ospita le partite casalinghe del Čornomorec', è stato inaugurato il 19 novembre 2011, nel match contro il Karpaty terminato 2-2.
Lo stadio è stato anche preso in considerazione, senza successo, per un'eventuale candidatura ad Euro 2012.

## Palmarès

### Competizioni nazionali
- Pervaja Liga: 1

1973, 1987
- Vtoraja Liga: 1

1937
- Coppa delle Federazioni sovietiche: 1

1990
- Coppa d'Ucraina: 2

1992, 1993-1994

### Altri piazzamenti
- Campionato sovietico:

Terzo posto: 1974
- Pervaja Liga:

Terzo posto: 1971, 1972
- Coppa dell'Unione Sovietica:

Semifinalista: 1965-1966
- Campionato ucraino:

Secondo posto: 1994-1995, 1995-1996
Terzo posto: 1992-1993, 1993-1994, 2005-2006
- Coppa d'Ucraina:

Finalista: 2012-2013
Semifinalista: 1994-1995, 2003-2004, 2007-2008, 2013-2014, 2023-2024
- Supercoppa d'Ucraina:

Finalista: 2013
- Perša Liha:

Secondo posto: 1998-1999, 2001-2002, 2010-2011, 2020-2021
- Coppa Intertoto UEFA:

Finalista: 2007

## Statistiche

### Statistiche nelle competizioni UEFA
Tabella aggiornata alla fine della stagione 2017-2018.
| Competizione                  | Partecipazioni | G  | V | N | P | RF | RS |
| ----------------------------- | -------------- | -- | - | - | - | -- | -- |
| Coppa delle Coppe             | 2              | 6  | 4 | 0 | 2 | 14 | 7  |
| Coppa UEFA/UEFA Europa League | 4              | 22 | 8 | 4 | 8 | 18 | 23 |
| Coppa Intertoto               | 1              | 4  | 2 | 1 | 1 | 7  | 5  |

## Rosa 2024-2025
| N. |                       | Ruolo | Calciatore              |
| -- | --------------------- | ----- | ----------------------- |
| 1  | Ucraina (bandiera)    | P     | Artur Rudko             |
| 2  | Ucraina (bandiera)    | D     | Bohdan Butko (capitano) |
| 3  | Ucraina (bandiera)    | C     | Vitalij Jermakov        |
| 4  | Ucraina (bandiera)    | D     | Magomed Kratov          |
| 5  | Ucraina (bandiera)    | D     | Roman Savchenko         |
| 6  | Brasile (bandiera)    | D     | Caio Gomes              |
| 7  | Tagikistan (bandiera) | C     | Chusrav Toirov          |
| 8  | Slovenia (bandiera)   | A     | Jon Šporn               |
| 9  | Ucraina (bandiera)    | A     | Oleksij Choblenko       |
| 11 | Ucraina (bandiera)    | A     | Kiril Popov             |
| 12 | Nigeria (bandiera)    | P     | Chijioke Aniagboso      |
| 14 | Ucraina (bandiera)    | C     | Kyrylo Sihejev          |
| 16 | Ucraina (bandiera)    | C     | Bohdan Biloševs'kyj     |
| 17 | Ucraina (bandiera)    | C     | Denis Yanakov           |
| 18 | Georgia (bandiera)    | C     | Giorgi Robakidze        |
| 19 | Ucraina (bandiera)    | C     | Mykhaylo Khromey        |
| 21 | Ucraina (bandiera)    | A     | Denys Bezborod'ko       |

| N. |                                 | Ruolo | Calciatore             |
| -- | ------------------------------- | ----- | ---------------------- |
| 22 | Bosnia ed Erzegovina (bandiera) | D     | Vladimir Arsić         |
| 25 | Ucraina (bandiera)              | C     | Ihor Kohut             |
| 28 | Ucraina (bandiera)              | C     | Artem Habelok          |
| 32 | Ucraina (bandiera)              | C     | Artem Prysyazhnyuk     |
| 33 | Ucraina (bandiera)              | C     | Oleksandr Pshenychnyuk |
| 34 | Georgia (bandiera)              | D     | Luka Latsabidze        |
| 39 | Ucraina (bandiera)              | D     | Jevhenij Skyba         |
| 44 | Gambia (bandiera)               | D     | Moses Jarju            |
| 66 | Brasile (bandiera)              | D     | Ryan                   |
| 70 | Brasile (bandiera)              | C     | João Neto              |
| 71 | Ucraina (bandiera)              | P     | Yan Vichnyi            |
| 77 | Ucraina (bandiera)              | D     | Jaroslav Kysil'        |
| 86 | Ucraina (bandiera)              | D     | Danylo Udod            |
| 88 | Ucraina (bandiera)              | C     | Bohdan Panchyshyn      |
| 90 | Ucraina (bandiera)              | A     | Illja Ševcov           |
| 95 | Azerbaigian (bandiera)          | C     | Emil Mustafayev        |
|    | Ucraina (bandiera)              | C     | Yevgen Yanovich        |

## Rosa 2023-2024
| N. |                       | Ruolo | Calciatore                  |
| -- | --------------------- | ----- | --------------------------- |
| 1  | Ucraina (bandiera)    | P     | Danylo Varakuta             |
| 3  | Ucraina (bandiera)    | C     | Vitalij Jermakov            |
| 4  | Ucraina (bandiera)    | C     | Mykyta Sytnykov             |
| 5  | Montenegro (bandiera) | D     | Ilija Martinović            |
| 6  | Canada (bandiera)     | D     | Manjrekar James             |
| 8  | Georgia (bandiera)    | C     | Beka Vachiberadze           |
| 9  | Ucraina (bandiera)    | C     | Illja Putrja                |
| 10 | Nigeria (bandiera)    | C     | Ipalibo Jack                |
| 11 | Ucraina (bandiera)    | A     | Andriy Shtohrin             |
| 12 | Ucraina (bandiera)    | C     | Vladyslav Šapoval           |
| 14 | Ucraina (bandiera)    | C     | Serhij Kravčenko (capitano) |

| N. |                        | Ruolo | Calciatore         |
| -- | ---------------------- | ----- | ------------------ |
| 17 | Ucraina (bandiera)     | A     | Dmytro Jusov       |
| 25 | Ucraina (bandiera)     | D     | Jevhen Martynenko  |
| 26 | Stati Uniti (bandiera) | C     | Jorge Hernandez    |
| 29 | Brasile (bandiera)     | C     | Wanderson          |
| 31 | Ucraina (bandiera)     | A     | Nazarij Rusyn      |
| 37 | Ucraina (bandiera)     | C     | Vladyslav Ohirja   |
| 45 | Ucraina (bandiera)     | C     | Maksym Braharu     |
| 77 | Ucraina (bandiera)     | C     | Orest Kuzyk        |
| 91 | Ucraina (bandiera)     | C     | Mykola Mykhaylenko |
|    | Ucraina (bandiera)     | P     | Artem Malysh       |

## Rosa 2022-2023
| N. |                       | Ruolo | Calciatore                  |
| -- | --------------------- | ----- | --------------------------- |
| 1  | Ucraina (bandiera)    | P     | Danylo Varakuta             |
| 3  | Ucraina (bandiera)    | C     | Vitalij Jermakov            |
| 4  | Ucraina (bandiera)    | C     | Mykyta Sytnykov             |
| 5  | Montenegro (bandiera) | D     | Ilija Martinović            |
| 6  | Canada (bandiera)     | D     | Manjrekar James             |
| 8  | Georgia (bandiera)    | C     | Beka Vachiberadze           |
| 9  | Ucraina (bandiera)    | C     | Illja Putrja                |
| 10 | Slovenia (bandiera)   | C     | Rudi Požeg Vancaš           |
| 11 | Ucraina (bandiera)    | A     | Andriy Shtohrin             |
| 12 | Ucraina (bandiera)    | P     | Artem Malysh                |
| 14 | Ucraina (bandiera)    | C     | Serhij Kravčenko (capitano) |

| N. |                        | Ruolo | Calciatore         |
| -- | ---------------------- | ----- | ------------------ |
| 17 | Ucraina (bandiera)     | A     | Dmytro Jusov       |
| 21 | Ucraina (bandiera)     | C     | Ivan Bobko         |
| 25 | Ucraina (bandiera)     | D     | Jevhen Martynenko  |
| 26 | Stati Uniti (bandiera) | C     | Jorge Hernandez    |
| 29 | Brasile (bandiera)     | C     | Wanderson          |
| 31 | Ucraina (bandiera)     | A     | Nazarij Rusyn      |
| 44 | Ucraina (bandiera)     | P     | Jevhen Past        |
| 45 | Ucraina (bandiera)     | C     | Maksym Braharu     |
| 77 | Ucraina (bandiera)     | C     | Orest Kuzyk        |
| 91 | Ucraina (bandiera)     | C     | Mykola Mykhaylenko |

## Denominazioni
- 1936: Dynamo Odessa
- 1940: Pishchevik Odessa
- 1941: Spartak Odessa
- 1944: Pishchevik Odessa
- 1953: Metalurg Odessa
- 1955: Pishchevik Odessa
- 1958: Chernomorets Odessa